# Korsband (postförsändelse)
Korsband (tyska kreuzband, franska sous-bande, engelska print under band) var tidigare en postal försändelse som vidarebefordrades till särskild taxa. Korsbanden avskaffades 1981.
Korsbanden (i den inre postterminologien förkortad till x b.) var avsedda att befordras "under band", det vill säga korsomslag eller i allmänhet så beskaffat omslag, att innehållet lätt kunde undersökas. Försändelserna postbefordrades mot väsentligt lägre porto än breven, men fick vid bötesansvar inte innehålla brev eller handskriven anteckning, som var verklig eller personlig skriftväxling.
Med avseende på den närmare beskaffenheten och befordringsvillkoren åtskilde man dem i affärshandlingar, varuprov och trycksaker. Trycksaker, som utgjordes av tryckta visitkort, jul- eller nyårskort, fick undantagsvis innehålla för hand tecknad adress och titel ävensom lyckönskningar, tacksägelser, beklaganden av sorg och andra hövlighetsbetygelser, uttryckta med högst fem ord eller allmänt brukliga begynnelsebokstäver (p. p. c. = pour prendre congé och dylikt). Även i några andra fall fick handskrivna meddelanden medfölja trycksaken, avsedd att postbefordras under band.
I postförbindelser med vissa främmande länder, främst Norge och Danmark, hade utväxling av dylika försändelser ägt rum redan från mitten av
1800-talet. Med 1864 infördes denna gren av poströrelsen i inrikes trafik, vad beträffar trycksaker och varuprov. Först från och med juli 1875, i samband med att 1874 års världspostkonvention trädde i kraft och därvid en internationell korsbandsutväxling kom till stånd, blev det även beträffande inrikestrafiken medgivet att som korsband få befordra affärshandlingar, det vill säga handlingar eller dokument, helt eller delvis skrivna eller ritade för hand, vilka inte hade egenskap av verklig eller personlig skriftväxling. En alldeles särskild ställning i Sveriges poströrelse intog de så kallade tidningskorsbanden. Medan i förbindelsen med utlandet periodiska tryckalster, som skickades under band, var likställda med övriga trycksaker, var förhållandet ett annat i den inrikes posttrafiken. Inrikes tidningar och tidskrifter, som avlämnats för inrikes korsbandsförsändning hade nämligen ett nedsatt porto. Detta var de så kallade vanliga tidningskorsbanden. De infördes vid 1877 års början. En ytterligare nedsättning i befordringsavgiften åtnjöt de så kallade utgivarkorsbanden, som infördes med början 1905, i samband med att nya bestämmelser för tidningar kom i tillämpning. Sedan dess kan för tidningsexemplar, som förskrivits direkt hos vederbörande utgivare – alltså ej genom postanstalt – och som av utgivaren till postanstalt på den ort, där tidningen utges, avlämnas till postbefordran som korsband, en viss, lågt beräknad samt med kontanta medel redovisad avgift utgå efter sammanlagda vikten av de på en gång avlämnade försändelserna.
Tidningskorsband i en äldre mening har förekommit inom svenska postverket långt före införandet av egentlig korsbandsutväxling. Bortser man från, att hit möjligen skulle kunna hänföras den portofria postbefordran, som på grund av hävdvunnen rätt redan före 1800-talet medgavs för vissa privilegierade tidningar, till exempel Post- och inrikes tidningar, finner man i kungligt brev 1820 stadgat, att alla såväl i huvudstaden som i städerna i landsorterna utkommande dagblad fick med posten avsändas emot ett nedsatt porto, beräknat till 1/8 av vad för brev enligt då gällande taxa betalades. Redan 1824, blev på grund av 1823 års riksdagsbeslut all postbefordran av tidningar fri från avgift till postkassan. I stället skulle alla tidningsnummer förses med en särskild därtill inrättad karta-sigillata-stämpel, tidningsstämpel, till olika belopp i förhållande till tidningarnas storlek. Med 1872 års utgång avskaffades tidningsstämpeln. Den till Riksgäldskontoret dittills ingående tidningsstämpelavgiften byttes ut mot en till postkassan tillfallande avgift. Härmed upphörde tidningskorsbandsbefordringen i äldre mening.
Det svenska korsbandet har mycket äldre anor än från 1800-talet. I ett kungligt brev från 1693 påbjöds nämligen taxelindringar för vissa postförsändelser, "enär någon, som därom ansökning giör, vijsar at hans pacquet ey består af löösa correspondencebreff, utan af skrifter och documenter, eller hvariehanda andra saker, såsom i synnerhet, då bröllopz- och begrafningzbreff affärdas".
Korsbandsmissbruk begick den, som i korsband dolde brev eller annat icke tillåtet skriftligt meddelande eller på själva försändelsen eller dess omslag
anbringade dylikt meddelande på sådant sätt, att det uppenbarligen var avsett att undandra detsamma postfunktionärernas uppmärksamhet. Uppdagades sådant, var avsändaren förfallen till böter av 5 kr. Till korsbandsmissbruk gjorde även den sig skyldig, som, i syfte att undandraga postverket inkomst, till postbefordran som utgivarkorsband avlämnade försändelser, som uppenbarligen inte borde komma i åtnjutande av sådan postbefordran. I detta fall kunde bötesbeloppet höjas ända till 50 kr. Böter för ifrågavarande förseelser tillföll den under Generalpoststyrelsens förvaltning ställda kassan för understöd åt änkor och barn efter personer, som varit anställda vid postverket.